# 梗塞
梗塞（こうそく）とは、終動脈、終静脈が閉塞し、血管の支配領域で虚血が起こり、血液が流れにくくなって、酸素や栄養が十分に行き届かず、酸欠に陥った部分の細胞組織が壊死する限局性壊死の状態（多くは凝固壊死）。一般的に静脈より動脈が虚血性壊死を起こしやすい。

## 種類
貧血性梗塞（白色梗塞）
主に脳梗塞、心筋梗塞、脾臓、腎臓などで見られる。脳梗塞では壊死で陥った脳組織は融解壊死する。（脳軟化症）。形状は楔形であるが、立体的には円錐形に見える。
出血性梗塞（赤色梗塞）
静脈閉塞にのみ生じる場合、静脈閉塞や動脈閉塞が続発した場合、動脈閉塞に静脈閉塞が加わる場合に生じる。主に血管の二重支配を受ける臓器で起こりやすい。例として肺（肺動脈、気管支動脈）、肝（肝動脈、門脈）、小腸や大腸などの腸管（多くの腸管膜動脈枝が吻合する）、生殖器（睾丸、卵巣）に見られる。形状は楔形ではなく、地図状に見える。出血で暗赤色。小腸は絞扼性腸閉塞、卵巣は卵巣嚢胞の捻転、静脈性血栓症では脾臓や腎臓、脳に出血性梗塞になることがある。
新鮮梗塞
鬱血、浮腫や出血によりその臓器は腫脹、膨隆する。漸次、梗塞巣は蒼白から灰白色になるので梗塞の境界は明確である。
陳旧性梗塞
梗塞巣には肉芽組織が出現し、後に線維化して膠原線維の増殖で瘢痕収縮する。肉眼では灰白色、表面は陥凹や凹凸が強くなり、梗塞瘢痕ができる。ただし、梗塞巣が大きいか不十分な修復では梗塞巣が完全に凝固壊死せずに中心部が残存し、液化軟化の状態（融解壊死）にある。後に嚢胞、石灰化が起きる。脳では凝固壊死にはならず、軟化融解する。脳梗塞では軟化になるのは脳組織の類脂質が蛋白凝固を阻害するためである。

## 成因
血栓や塞栓による血管閉塞が主体である。他の原因では動脈硬化症などの血管病変によるものが多い。血栓や塞栓での閉塞は急激に発症して、ほぼ完全で永久的な梗塞であることが多い。

## 基礎疾患
- 脳軟化症
- 静脈閉塞
- 動脈閉塞
- 融解壊死
- 絞扼性腸閉塞
- 卵巣嚢胞
- 静脈性血栓症
- 鬱血

## 梗塞による疾患
- 脳出血
- 心筋梗塞
- 脳梗塞
- 肺梗塞
- ラクナ梗塞
- 脳血栓
- 脳塞栓
- クモ膜下出血
- 脊髄梗塞

## 臨床像
- 閉塞性動脈硬化症
- バージャー病